# Ruthven Bridge
Die Ruthven Bridge ist eine Straßenbrücke in der schottischen Ortschaft Ruthven in der Council Area Angus. 1971 wurde das Bauwerk in die schottischen Denkmallisten in der Kategorie B aufgenommen.

## Geschichte
Die Ruthven Bridge wurde als Ersatz für die vermutlich aus dem 17. Jahrhundert stammende Old Bridge errichtet, wodurch diese obsolet wurde. Eine eingelegte Tafel weist das Baujahr 1855 aus.

## Beschreibung
Die Ruthven Bridge liegt nur wenige Meter flussabwärts ihrer Vorgängerbrücke. Der Mauerwerksviadukt überspannt den Isla im Zentrum des Weilers Ruthven. Sein Bruchsteinmauerwerk besteht aus rötlichem Sandstein, der zu groben Quadern behauen wurde. Die Ruthven Bridge quert den Isla mit einem ausgemauerten Segmentbogen mit rustizierten Keilsteinen. Von ihren Widerlagern sind flache Austritte in der Brüstung fortgeführt.
Die Ruthven Bridge führt die von Forfar nach Blairgowrie and Rattray führende A926 über den Isla.